# Alexandre Bouchet
Pour les articles homonymes, voir Alexandre Bouchet (homme politique) et Bouchet.
Alexandre Bouchet, né le 5 février 1876 à Beaumont dans le Puy-de-Dôme, et mort le 11 mai 1958 à Nancy, est un général français, pionnier de l'aviation militaire, vétéran de la Première Guerre mondiale, commandant du 21e régiment d'aviation d'Essey-les-Nancy.

## Famille
Alexandre Bouchet est le fils de Léger Bouchet, viticulteur d'une famille de notaires avant la Révolution, à Beaumont (Puy-de-Dôme) et de Louise Roche. Il se maria à Marie-Madeleine Gauthier, d'où entre autres le lieutenant-colonel Alain Bouchet, écuyer en chef du Cadre noir (1921-1975). Il est le grand-père du colonel Antoine Bouchet.

## Carrière
Il fait son service militaire au 30e régiment de dragons à compter du 16 novembre 1897. Il est nommé brigadier, le 18 mars 1898 ; brigadier fourrier, le 6 juillet 1898 ; maréchal des Logis, le 28 janvier 1899. Il est engagé pour deux ans, le 22 juin 1900. Il est nommé maréchal des Logis fourrier, le 23 septembre 1900 ; maréchal des Logis chef, le 10 octobre 1901. Il est engagé pour trois ans, à compter du 1er novembre 1902. Il est nommé sous-lieutenant au 21e régiment de chasseurs à cheval, le 1er avril 1905 ; lieutenant, le 1er avril 1907. Le 23 mars 1910, il est affecté comme instructeur d'équitation à l'école d'application de cavalerie ; le 6 septembre 1912, au 7e régiment de hussards ; le 10 octobre 1913, au 21e régiment de chasseurs à cheval. Il passe à l'aéronautique militaire, comme observateur de la 4e armée, le 9 octobre 1914. Il est nommé Capitaine à titre définitif, le 1er novembre 1914.
Il est fait chevalier de la Légion d'honneur et citation no 511 à l'ordre de l'armée, le 8 janvier 1915. Du 16 octobre 1915 au 31 mai 1917, il est affecté au 1er groupe de bombardement (GB 1) comme adjoint au commandant de groupe. Citation no 406 à l'ordre de l'armée, le 25 octobre 1915. Citation no 2910 à l'ordre de l'armée, le 13 mai 1916. Il est nommé commandant du 1er groupe de bombardement, le 20 février 1918. Citation no 1118 à l'ordre de la 2e armée, le 14 mars 1918. Il est nommé chef d'escadron à titre temporaire, le 28 juin 1918 ; à titre définitif le 23 mars 1919 ; commandant du 2e régiment de bombardement, le 1er janvier 1920 ; officier de la Légion d'honneur, le 16 juin 1920 ; commandant du 21e régiment d'aviation d'Essey-les-Nancy, par changement de dénomination, le 1er août 1920 ; lieutenant-colonel, le 25 mars 1924 ; commandeur de la Légion d'honneur, le 28 décembre 1927, puis colonel ; commandant de la 11e brigade de bombardement de Metz, le 5 février 1929 ; général de Brigade aérienne ; enfin général de division aérienne, le 19 avril 1935.

## Décorations
- Commandeur de la Légion d'honneur
- Croix de guerre 1914–1918 (5 citations)
- Croix de Guerre TOE (une citation)
- Commandeur du Lion Blanc
- Chevalier de l'Ordre de la Couronne de Roumanie
- 4e classe de l'Ordre du Soleil levant
- Commandeur de l'Ordre du Ouissam alaouite
- Grand cordon de l'ordre du Tigre tacheté (Chine)